# Romeria de Sant Francesc
La Diada de Sant Francesc és una celebració popular que té lloc cada any al poble de la Fatarella, Terra Alta. El primer dissabte després de Pasqua, es fa una processó des del municipi fins a l'ermita de Sant Francesc, situada a 12 quilòmetres. Els participants surten a punta de dia amb el repic de campanes i caminen fins a arribar a l'ermita. Allí se celebra una missa en honor del patró, es ballen sardanes, la "clavellinera" (dansa típica), i durant tot el dia la gent s'escampa pels voltants de l'ermita, compartint cants, menjar, festa,... A mitja tarda es surt de retorn al poble, on s'entra un cop s'ha post el sol. Durant el dia es confeccionen bordons, fets amb canyes i sarga, que ajuden al caminant i que, després de ser beneïts, guarneixen durant tot l'any els balcons i finestres del poble. També és costum rentar-se els ulls amb l'aigua de la font que hi ha a la riera, a prop de l'ermita, es diu que protegeix la vista. La romeria de Sant Francisco se celebra des de fa més de 300 anys. Segons la llegenda, arran d'una epidèmia que va afectar la població a finals del segle xvii, es va construir l'església i des de llavors, d'una manera o altra, s'ha mantingut el costum de visitar l'ermita un cop a l'any, tradicionalment per a demanar al sant aigua per als camps i bones collites o per donar-li les gràcies si ha plogut.